# 팔레스타인의 코로나19 범유행

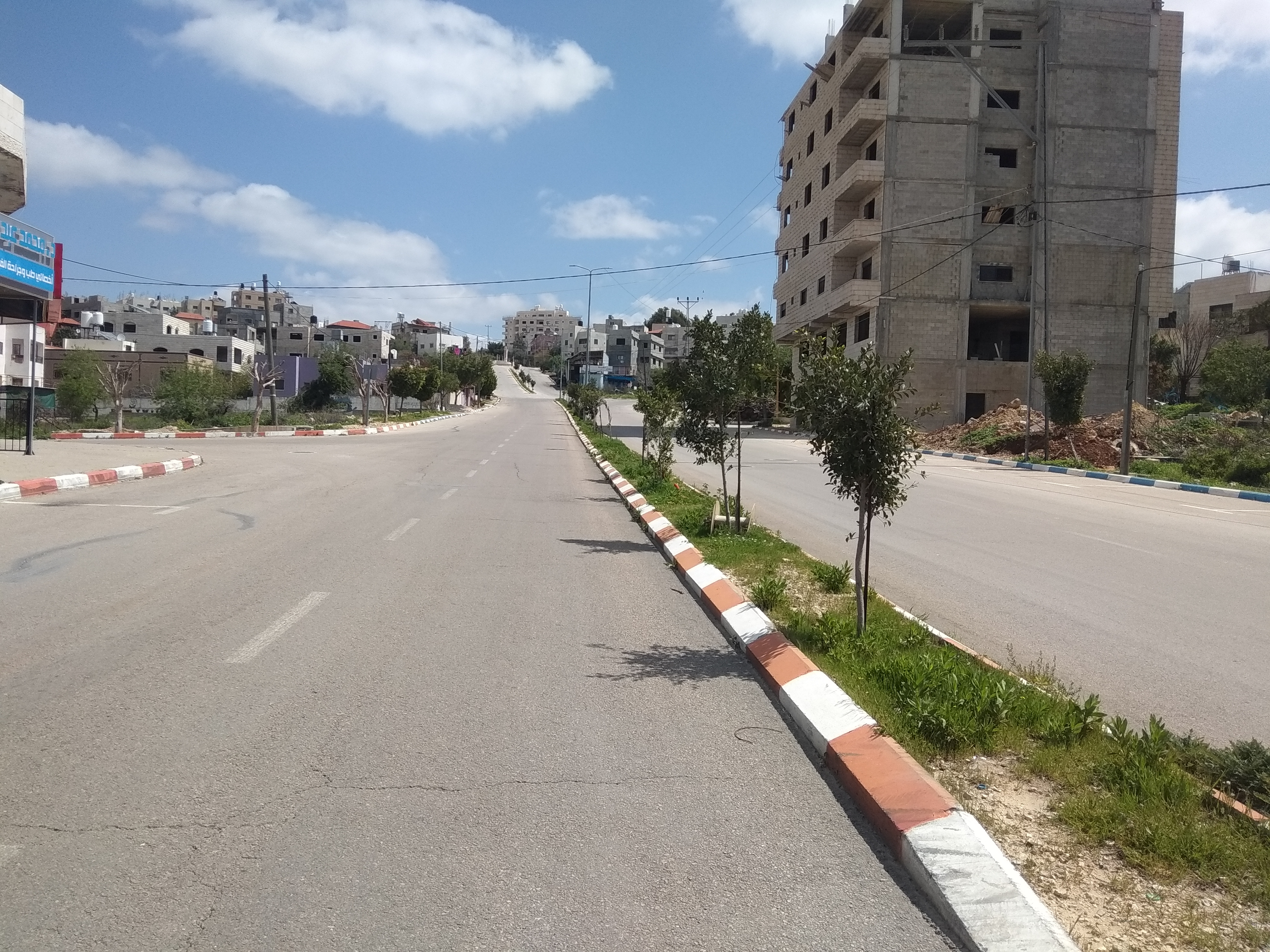

다음은 팔레스타인의 코로나19 범유행 현황에 대한 설명이다.
2019~20년 코로나바이러스 대유행이 2020년 팔레스타인 코로나바이러스 발생을 시작으로 2020년 3월 5일 요르단강 서안 지구로 확산된 것으로 확인됐다. 팔레스타인 보건부는 지난 2월 말 그리스 관광객 일행이 이 호텔을 방문한 베들레헴 지역의 한 호텔에서 이 같은 사례가 처음 발견됐으며 이후 2명이 이 바이러스로 진단됐다고 밝혔다.
가자 지구 가자에서 처음 발생한 두 사건은 3월 21일에 진단되었다. 2020년 4월 26일 현재 17건이며, 이 중 11건이 2020년 4월 20일 현재 회복됐다.

## 배경
세계보건기구(WHO)는 12일 2019년 12월 31일 처음 WHO의 주목을 받았던 중화인민공화국 후베이성 우한시의 한 집단에서 신종 코로나바이러스가 호흡기 질환의 원인임을 확인했다. 이 군단은 처음에 우한화난수산물도매시장과 연결되어 있었다. 그러나 실험실 확정 결과가 나온 그 첫 사례들 중 일부는 시장과 연관성이 없었고, 전염병의 근원은 알려져 있지 않다.
2003년 사스와 달리 COVID-19의 경우 치명률은 훨씬 낮았지만, 총 사망자 수가 상당할 정도로 감염 경로는 훨씬 더 컸다. COVID-19는 전형적으로 약 7일 정도의 독감과 유사한 증상을 보이며, 그 후 일부 사람들은 병원에 입원해야 하는 바이러스성 폐렴의 증상으로 발전한다. 3월 19일부터 COVID-19는 더 이상 "높은 결과 감염병"으로 분류되지 않았다.

## 같이 보기
- 요르단의 코로나19 범유행
- 이스라엘의 코로나19 범유행
- 레바논의 코로나19 범유행